# Ministero per le situazioni di emergenza
Il Ministero per la protezione civile, le situazioni di emergenza e l'eliminazione delle conseguenze dei disastri naturali (in russo Министерство Российской Федерации по делам гражданской обороны, чрезвычайным ситуациям и ликвидации последствий стихийных бедствий?, Ministerstvo po delam grazhdanskoy oborony, chrezvychaynym situatsiyam i likvidatsii posledstviy stikhiynykh bedstviy), noto semplicemente come Ministero per le situazioni di emergenza (in russo Министерство по чрезвычайным ситуациям?, Ministerstvo po chrezvychaynym situatsiyam) è un dicastero del governo russo deputato alla gestione delle situazioni di emergenza nel territorio della Federazione Russa.
L'attuale detentore del ministero è il generale Aleksandr Kurenkov, dal 25 maggio 2022.

## Ministri (1994–)
| N° | Ministro           | Mandato                           | Partito |
| -- | ------------------ | --------------------------------- | ------- |
| 1º | Sergej Šojgu       | 20 gennaio 1994 – 11 maggio 2012  | NCR     |
| 2º | Ruslan Calikov     | 11 maggio 2012 – 17 maggio 2017   | Ind.    |
| 3º | Vladimir Pučkov    | 11 maggio 2012 – 17 maggio 2018   | Ind.    |
| 4º | Evgenij Ziničev    | 17 maggio 2018 – 8 settembre 2021 | Ind.    |
| 5º | Aleksandr Čuprijan | 13 ottobre 2021 – 25 maggio 2022  | Ind.    |
| 6º | Aleksandr Kurenkov | 25 maggio 2022 – in carica        | Ind.    |